# Andy Becht

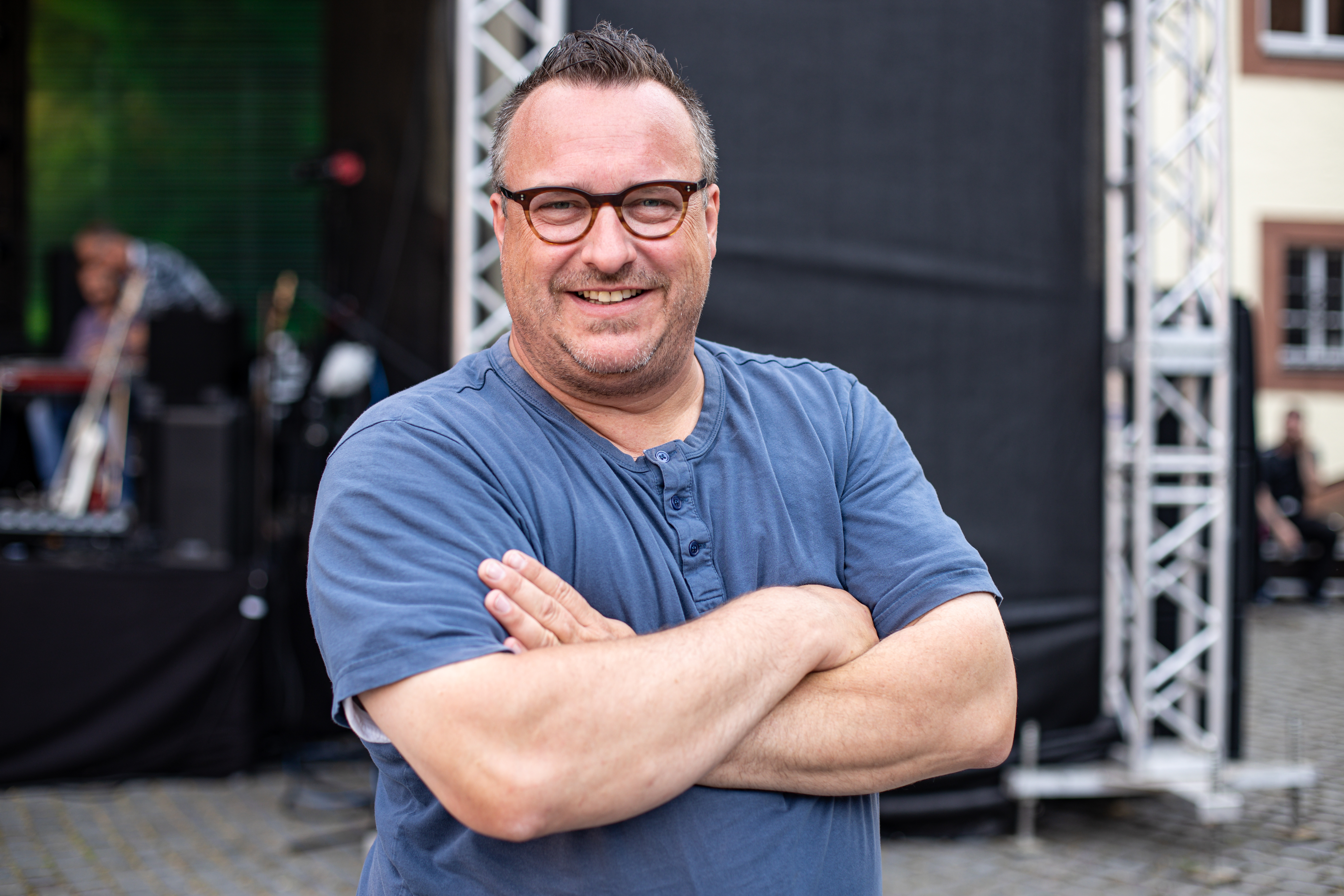
Andy Becht (2019)

Andy Becht (* 9. November 1974 in Landau in der Pfalz) ist ein deutscher Jurist und Anwalt sowie seit Mai 2016 Staatssekretär im Ministerium für Wirtschaft, Verkehr, Landwirtschaft und Weinbau Rheinland-Pfalz.

## Leben
Seine Schulzeit an der Grundschule in Bellheim, wo er noch heute lebt, und dem Eduard-Spranger-Gymnasium in Landau (Pfalz) dauerte von 1980 bis 1994, die er mit dem Abitur beendete. Nach dem Besuch des Guitar Institute of Technology in Los Angeles (USA) im Jahr 1995 absolvierte er ein Studium der Rechts- und Staatswissenschaften an der Universität Mannheim, das er 1998 mit dem 1. juristischen Staatsexamen abschloss. Sein Referendariat leistete er von 1999 bis 2001 beim Amtsgericht Landau in der Pfalz, der Staatsanwaltschaft Landau und der Struktur- und Genehmigungsdirektion Süd in Neustadt an der Weinstraße ab. Im Jahr 2001 war Becht Mitarbeiter im Deutschen Bundestag im Büro von Rainer Brüderle und Referendar im Büro des Ministers für Wirtschaft, Verkehr, Landwirtschaft und Weinbau Rheinland-Pfalz unter Staatsminister Hans-Artur Bauckhage. 2002 erhielt er nach seinem erfolgreich bestandenen 2. Staatsexamen die Zulassung als Rechtsanwalt und arbeitete bis 2016 in der Rechtsanwaltskanzlei Luppert Rechtsanwälte in Kandel. Im Jahr 2008 erhielt er die Zulassung als Fachanwalt für Miet- und Wohnungseigentumsrecht.
Unter Minister Volker Wissing (FDP) wurde Becht 2016 durch Ministerpräsidentin Malu Dreyer (Kabinett Dreyer II) zum Staatssekretär im Ministerium für Wirtschaft, Verkehr, Landwirtschaft und Weinbau Rheinland-Pfalz ernannt, nachdem er mehrmals für den Landtag auf der Landesliste (2016: Platz 9) der Liberalen und als Direktkandidat im Wahlkreis Germersheim kandidierte. Das Direktmandat erlangte bei jeder Landtagswahl seit 1947 der Bewerber der CDU (Wahlkreisstimmen: 7,6 % (2006), 4,1 % (2011), 7,3 % (2016); Landesstimmen: 6,7 % (2006), 3,6 % (2011), 6,2 % (2016)). Bei der Landtagswahl in Rheinland-Pfalz 2021 erhielt er ein Mandat über die Liste seiner Partei. Nachdem er jedoch im nun von Daniela Schmitt geführten Wirtschaftsministerium erneut zum Staatssekretär ernannt worden war, legte er sein Landtagsmandat zu Beginn der Legislaturperiode nieder. Für ihn rückte Steven Wink in den Landtag nach.
Von 1999 bis 2009 und 2014 bis 2016 war Becht Mitglied des Ortsgemeinderates sowie von 2004 bis 2009 und 2014 bis 2016 Mitglied des Verbandsgemeinderates seines Heimatortes Bellheim und in beiden Räten auch Fraktionsvorsitzender. Dem Kreistag des Landkreises Germersheim gehörte er von 1999 bis 2009 und von 2014 bis zum Beginn seiner Tätigkeit als Staatssekretär im Jahr 2016 an. Er war zudem von 2009 bis 2014 Kreisbeigeordneter des Landkreises Germersheim mit dem Geschäftsbereich Gesundheit und Verbraucherschutz. Von 2001 bis 2017 war er Vorsitzender des FDP-Kreisverbandes Germersheim sowie Vorsitzender der FDP Bellheim. Seit 2016 ist er Vorsitzender des FDP-Bezirksverbandes Pfalz. Von 2004 bis 2014 war er Vorsitzender des Landesfachausschusses Bauwesen, Raumordnung und Städtebau der FDP Rheinland-Pfalz. Weitere berufliche Tätigkeiten sind als Dozent an der Nardini-Pflegeschule (Rechtslehre) beim Vinzentius-Krankenhaus Landau in der Pfalz (2007 bis 2011), Mitglied der Zweckverbandsversammlung und des Verwaltungsrates der Sparkasse Germersheim-Kandel (2009 bis 2014) und als Vorsitzender des Südpfälzischen Psychiatriebeirates (2011 bis 2014).

## Sonstiges
Andy Becht ist seit 2005 verheiratet und hat drei Söhne. Er ist seit 1988 Musiker in verschiedenen lokalen und regionalen Bands; er ist tätig als Tanz-, Session- und Studiomusiker, wie seit 1992 der Gruppe HOBO, Siegmayer Becht & Band (seit 2007) und Gründer und Co-Owner des Plattenlabels Landhausstil-Records (seit 2014).
In den Jahren 2014–2016 wirkte er einige Konzerte als Gastmusiker in der Band von Gregor Meyle mit.
Er war seither mehrfach in das Ensemble des Koch- und Musikevents „KitchenJam“ der Bellheimer Kochschule 1A berufen, wo er als Gitarrist u. a. mit Johannes Oerding, Max Giesinger, Jock, Tommi Baldu und Tobias Regner spielte.
Im Jahr 2018 erschien die L.A.-Musikproduktion „27 faces of a broken heart“ des Musikers Ramin Partovi, die zum Ziel hatte, Partovis 27 Lieblingsgitarristen auf einem einzelnen Album zusammenzuführen, mit der Aufgabe, einen von Ramin Partovi eigens geschriebenen Song individuell zu interpretieren. Die Backing-Band bestand aus Simon Phillips, Jimmy Johnson und Carl Verheyen. Neben Andy Becht wirkten auf der Produktion die Gitarristen Scott Henderson, Tom Kolb, Brent Mason und Mike Stern mit.
Er ist zudem Erfinder der Chilisauce „Andy Becht’s Palzpepper“, die er seit 2013 in einem eigenen Vertriebsnetz verkauft. Seit der Ernennung zum Staatssekretär ruhen die geschäftlichen Tätigkeiten bzw. werden nur noch in eng begrenztem Umfang aufrechterhalten.